# Pahrenz
Pahrenz ist ein Ortsteil der sächsischen Gemeinde Hirschstein im Landkreis Meißen. Der Ort wurde am 1. März 1951 nach Prausitz eingemeindet, mit dem der Ort am 1. Januar 1994 zur Gemeinde Mehltheuer kam, die am 1. Oktober 1996 in Hirschstein umbenannt wurde.

## Geographie

### Geographische Lage und Verkehr
Pahrenz liegt auf der linken Elbseite im westlichen Teil der Gemeinde Hirschstein, ca. 8 Kilometer südlich von Riesa. Die Ortslage Pahrenz teilt sich in den eigentlichen Ortskern mit Dorfstraße und Windmühle nordöstlich der Bundesstraße 6 sowie der Siedlung Am Großholz südwestlich der B 6. Die stillgelegte Bahnstrecke Riesa–Nossen, an die Pahrenz über den westlich des Orts gelegenen Bahnhof Prausitz an das Schienennetz angeschlossen war, begrenzt die Pahrenzer Ortsflur im Westen. Der durch Pahrenz fließende Bach mündet in den Keppritzbach, einem Nebenfluss der Jahna.

### Nachbarorte
|                             | Prausitz (zu Hirschstein)                     |                          |
| Mehltheuer (zu Hirschstein) | Kompassrose, die auf Nachbargemeinden zeigt   | Kobeln (zu Hirschstein)  |
|                             | Dörschnitz, Klappendorf (beide zu Lommatzsch) | Sieglitz (zu Lommatzsch) |

## Geschichte

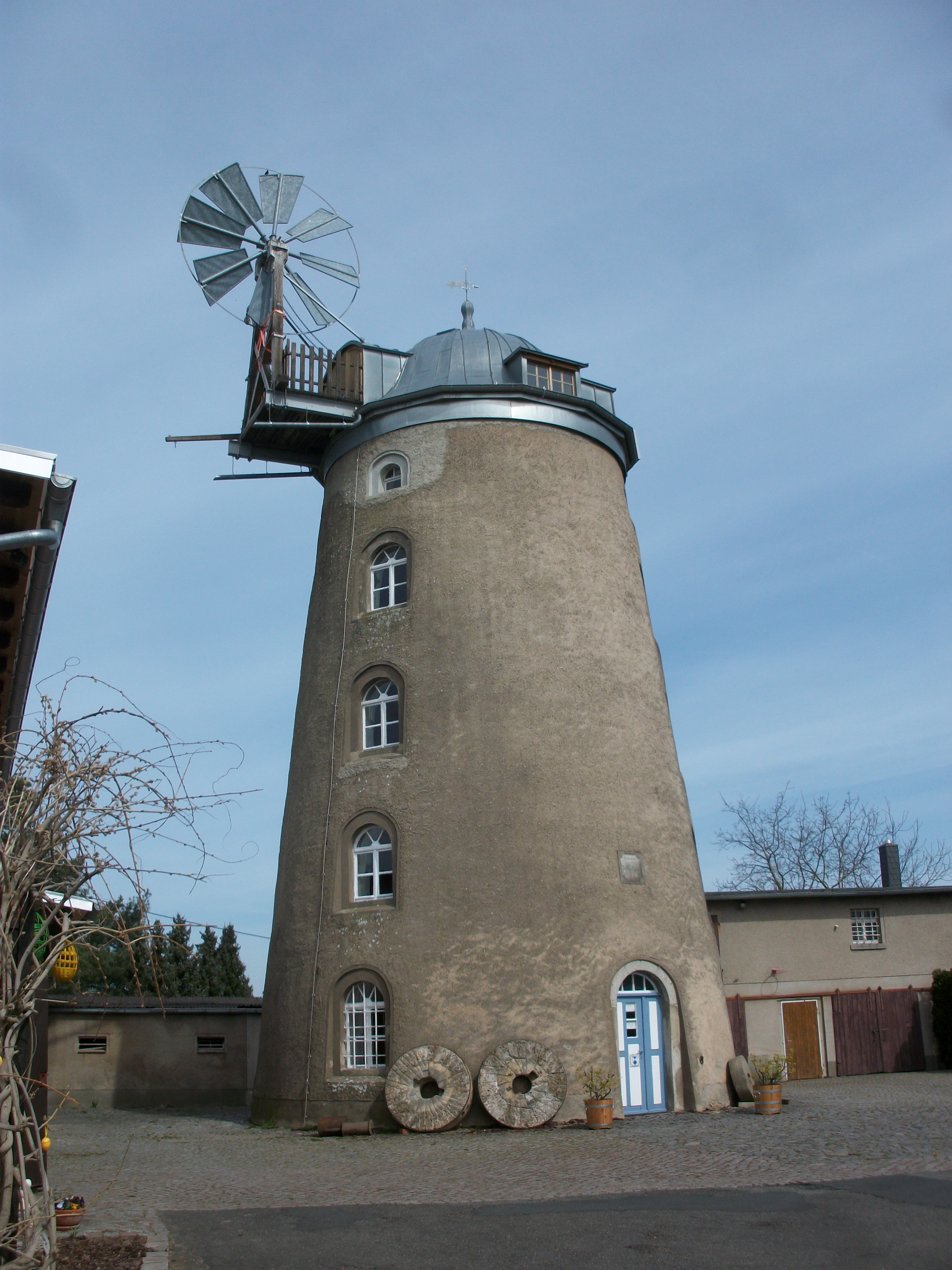
Windmühle Pahrenz

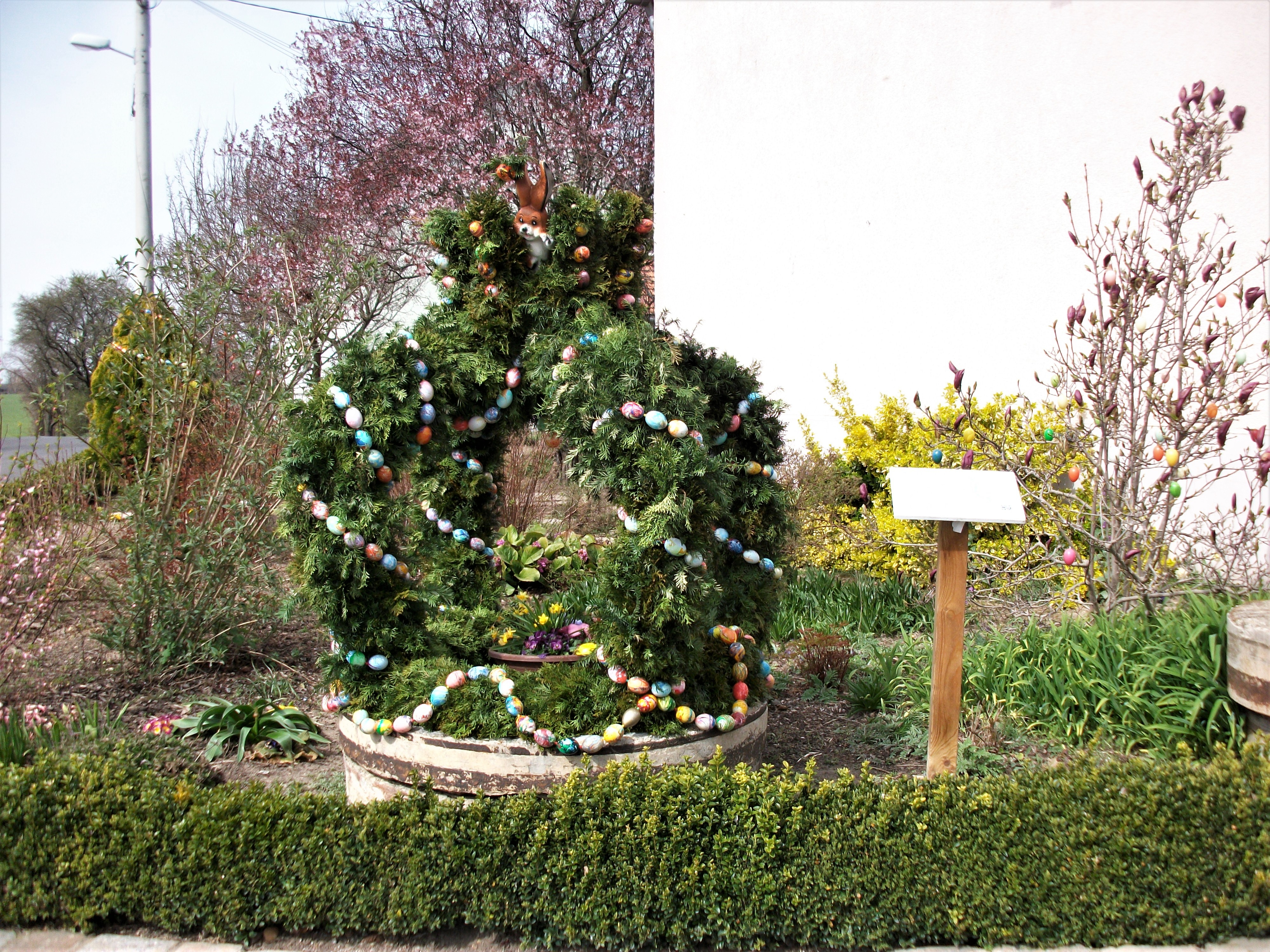
Osterbrunnen Pahrenz

Das Straßendorf Pahrenz wurde um 1190 urkundlich als Parniz erwähnt. Inhalt dieser Urkunde war, dass Bischof Martin von Meißen den Orten Dörschnitz und Pahrenz gestattete, sich von der Kirche in Leuben zu trennen und eine eigenständige Kirchgemeinde zu bilden. Seit 1574 befand sich neben der Dörschnitzer Kirche auch die Schule für beide Orte. Bezüglich der Grundherrschaft gehörte Pahrenz bis ins 19. Jahrhundert zum Rittergut Jahnishausen.
Pahrenz lag bis 1856 im kursächsischen bzw. königlich-sächsischen Kreisamt Meißen. Bei den im 19. Jahrhundert im Königreich Sachsen durchgeführten Verwaltungsreformen wurden die Ämter aufgelöst. Dadurch kam Pahrenz im Jahr 1856 unter die Verwaltung des Gerichtsamts Riesa und 1875 an die neu gegründete Amtshauptmannschaft Großenhain.
Am 1. März 1951 wurde Pahrenz gemeinsam mit dem Nachbarort Kobeln nach Prausitz eingemeindet. Im Zuge der Gebietsreform 1952 wurde die Gemeinde Prausitz mit Kobeln und Pahrenz dem Kreis Riesa im Bezirk Dresden zugeordnet, welcher ab 1990 als sächsischer Landkreis Riesa fortgeführt wurde und 1994 im neu gebildeten Landkreis Riesa-Großenhain bzw. 2008 im Landkreis Meißen aufging.
Die Gemeinde Prausitz mit Pahrenz und Kobeln wurde am 1. Januar 1994 mit der Nachbargemeinde Mehltheuer zur neuen Gemeinde Mehltheuer verschmolzen. Seit dem Zusammenschluss Mehltheuers mit weiteren Gemeinden und der Umbenennung der Großgemeinde zum 1. Oktober 1996 gehört Pahrenz als Ortsteil zur Gemeinde Hirschstein.

### Bevölkerungsentwicklung
| Jahr    | Einwohner                                              |
| ------- | ------------------------------------------------------ |
| 1547/52 | 13 besessene Mann, 0 Inwohner, 13¼ Hufen               |
| 1764    | 14 besessene Mann, 1 Häusler, 12¾ Hufen je 10 Scheffel |
| 1834    | 215                                                    |
| 1871    | 244                                                    |
| 1890    | 183                                                    |
| 1910    | 204                                                    |
| 1925    | 203                                                    |
| 1939    | 181                                                    |
| 1946    | 316                                                    |

## Sehenswürdigkeiten

### Windmühle Pahrenz
In Pahrenz existiert seit 1850 eine Windmühle auf dem 141,4 Meter hohen Windmühlenberg am Westausgang des Orts. Die ursprüngliche hölzerne Bockwindmühle brannte 14 Jahre nach der Erbauung ab. 1865 wurde eine Holländerwindmühle aus Holz errichtet, es folgte 1889 eine Ausführung als Steinbau. Das Mauerwerk des insgesamt 18 Meter hohen Gebäudes hat eine Höhe von 13 Metern. Die Windmühle Pahrenz ist als funktionierendes technisches Denkmal aktuell in der fünften Generation im Besitz der Familie Jenichen.

### Osterbrunnen
Der Pahrenzer Osterbrunnen ist einer von elf Osterbrunnen der Hirschsteiner Region.